# 雙指鬼鮋
雙指鬼鮋（学名：Inimicus didactylus），俗名虎魚、石狗公，為輻鰭魚綱鮋形目毒鮋科的其中一種。

## 分布
本魚分布於印度西太平洋區，包括台灣、萬那杜、日本、琉球群島、中國東南部、泰國、印尼、澳洲北部等海域。

## 深度
水深5~80公尺。

## 特徵
本魚頭形不規則，頭部棘稜粗鈍，其上有許多短小皮辮；眼眶上緣凸出；口大，上位，頦部有許多粗短皮瓣；體裸露無鱗，有些許瘤狀突起內含皮膚腺；側腺上有腺狀皮瓣分布；背鰭連續，硬棘部份有絲狀小觸鬚，第三硬棘鰭膜有較深凹陷。胸鰭有2根指狀游離鰭條。體為灰褐色，雜有不規則黑褐色斑紋；背鰭軟條部，胸鰭及尾鰭之邊緣各有一寬大黑帶。體長可達20公分。

## 生態
棲地為沿海之泥沙底質，為近海暖水性底棲魚類，常棲息於礁石及海藻叢中，擬態礁石及海藻，體色會隨環境而變化。肉食性，以小型魚蝦類為主食。鰭棘所分泌之神經性毒素，為魚毒中最厲害的，會使人死亡。

## 經濟利用
無任何經濟價值。